# Sanya Dharmasakti
Sanya Dharmasakti (tiếng Thái: สัญญา ธรรมศักดิ์; RTGS: Sanya Thammasak 5 tháng 4 năm 1907 - 6 tháng 1 năm 2002) là một luật sư Thái Lan, giáo sư đại học và chính trị gia. Ông từng là Thủ tướng thứ 12 của Thái Lan từ năm 1973 đến năm 1975.
Sanya Dharmasakti là một trong những nhân vật có ảnh hưởng nhất trong chính trị của Thái Lan. Ông từng giữ chức vụ Chủ tịch Tòa án Tối cao (1968-1973) và là hiệu trưởng của khoa luật và hiệu trưởng của Đại học Thammasat trong suốt phong trào dân chủ tháng 10 năm 1973. Khi "ba bạo chúa" trốn chạy, rời khỏi lãnh thổ không có lãnh đạo, Sanya là Sanya có nhiệm kỳ thứ hai liên tiếp trong một Houseresolution với tổng cộng là 1 năm, 124 ngày, trong thời gian đó ông ra lệnh rút quân khỏi Hoa Kỳ Lực lượng trong những gì được gọi là hoạt động cung điện sét. Sanya đã chỉ định một ủy ban soạn thảo hiến pháp năm 1974, từng là phó chủ tịch của đại hội hiến pháp, và được yêu cầu bởi hoàng gia để làm chủ tịch hội đồng tư nhân.

## Hoàn cảnh gia đình
Sanya Dharmasakti sinh ngày 6 tháng 4 năm 1907 tại Thonburi, miền trung Thái Lan. Cha của ông là học giả Phật giáo cao cấp, Mahamtree, và trụ trì, Dhammasarnvetvisetpakdee Srisattayawatta Phiriyapaha hay Thongdee Dharmasakti. Mẹ của ông là Shuen Dharmmasarnvet. Sanya đã kết hôn Pa-nga Dharmasakti, còn được gọi là Phenchart, người qua đời vào năm 2001. Họ có hai con trai, tên là Chartsak và Jakatham. Sanya Dharmasakti qua đời tại Bệnh viện Ramathibodi, Bangkok vào ngày 6 tháng 1 năm 2002.

## Giáo dục
Sanya Dharmasakti đến Trường Cao đẳng Aussumption vào năm 1914 và tốt nghiệp trung học chuyên ngành tiếng Anh vào năm 1925. Ông đã tốt nghiệp năm 1928 tại trường luật của Bộ Tư pháp và đạt được điểm cao nhất và nhận học bổng Rapheeboonnithi. Học bổng này cho phép ông học luật ở Anh Quốc tại ngôi đền trung tâm trong ba năm. Ông được mời đến quán bar tiếng Anh năm 1932.

## Cung điện sét
Cung điện sét là tên được đưa ra bởi kế hoạch mà Hoa Kỳ rút máy bay và nhân viên từ Thái Lan. Sau sự sụp đổ của các chính phủ Hoa Kỳ hỗ trợ ở Phnôm Pênh và Sài Gòn vào mùa xuân năm 1975, khí hậu chính trị giữa Washington và chính phủ Thẩm phán Sanya đã bị làm phiền, và quân đội Hoa Kỳ bị buộc phải rút lui vào cuối năm nay. Các đơn vị Chỉ huy Không quân Chiến lược đã bỏ lại vào tháng 12 năm 1975; Tuy nhiên, Tuyến Hải quân Hoàng gia Thái Lan U-Tapao vẫn nằm dưới sự kiểm soát của Hoa Kỳ cho đến khi chính thức được chuyển lại cho chính phủ Thái Lan vào ngày 13 tháng 6 năm 1976.